# Socialistická revoluce
Socialistická revoluce (případně proletářská revoluce či komunistická revoluce) je podle marxistů revoluce, která odstraňuje kapitalismus a ustavuje vládu proletariátu. Takováto revoluce je základním předpokladem toho, aby mohl být vybudován komunismus. Marx měl za to, že musí jít o světovou revoluci, tedy převrat provedený ve všech průmyslově vyspělých zemích naráz. Naopak Stalin a jiní pozdější teoretici považovali za možné vybudovat socialismus v jedné zemi a celosvětové vítězství komunismu dosáhnout později. Předstupněm proletářské revoluce měla podle marxistů být buržoazní revoluce, jež odstraní feudalismus.

## Seznam revolucí
- Za první příklad socialistické revoluce se považuje Pařížská komuna.
- Nejvýznamnější je pak Velká říjnová socialistická revoluce.
- Bavorská republika rad
- Maďarská republika rad
- Čínská občanská válka
- Kubánská revoluce
- Nikaragujská revoluce vedená Sandinisty